# 首塚
首塚（日语：／ Kubizuka */?），是日本的一種墓葬建築物，為了供養戰爭等戰死者、俘虜或被斬首的罪人之首級而設置的「塚」。在日本，會執行首實檢確認戰功，所以在全國各地都有首塚。

## 日本的首塚
- 明智光秀首塚：京都市白川通三條下、和菓子「餅寅」旁
- 天草四郎首塚（千人塚）：熊本縣上天草市原城址
- 足利義教首塚：兵庫縣加東市新定的安國寺
- 長治公首塚：兵庫縣三木市[1]
- 川中島之戰首塚：長野市八幡原史跡公園內2座和公園外1座
- 木曾義仲首塚（八坂墓）：京都市東山安井的法觀寺
- 楠木正成首塚：大阪府河內長野市寺元的觀心寺
- 小牧長久手之戰首塚：愛知縣長久手市岩作
- 近藤勇首塚：愛知縣岡崎市本宿的法藏寺
- 蘇我入鹿首塚：奈良縣高市郡明日香村
- 平將門首塚：東京都千代田區大手町
  - 平將門十九首塚：靜岡縣掛川市[2]
- 新田義貞首塚：京都市嵯峨野的瀧口寺
- 松平信康首塚：愛知縣岡崎市朝日町森畔
- 今川義元首塚：愛知縣西尾市駒場町的東向寺
- 關原之戰東首塚、西首塚：岐阜縣關原町關原

## 脚注
1. ↑  .   [2015-06-16]. （原始内容存档于2014-12-13）. （页面存档备份，存于）
2. ↑  .   [2015-06-16]. （原始内容存档于2020-11-23）. （页面存档备份，存于）

## 關連項目
- 平將門首塚
- 平將門胴塚
- 京觀